# 村井雄治
村井 雄治（むらい ゆうじ、4月17日 - ）は、日本の男性声優。秋田県出身。ステイラック所属。

## 略歴
2013年にWAHAHA本舗預かり。2015年にステイラックワークショップ生となり、2016年からステイラック所属。

## 人物
趣味として野球、ドラム、木彫り、大食いをそれぞれ挙げている。
声優の橋本祐樹とともに、YouTubeにて『遊ちゅ～部【橋本祐樹＆村井雄治ゲーム実況ch】』を開設。さまざまなゲームの実況を配信している。

## 出演

### テレビアニメ
2016年
- 遊☆戯☆王ARC-V（ジェイコブ）
- ダンガンロンパ3 -The End of 希望ヶ峰学園-
- 美少女遊戯ユニット クレーンゲールGalaxy（本木、大気記者、GAME BOXの客、オクト・P・ホクサイ、森永卓男 他）
- アイドルメモリーズ（若者）

2017年
- ACCA13区監察課（サンドパイパー）
- 弱虫ペダル シリーズ（2017年 - 2022年、観客、櫓丸） - 2シリーズ
- 神撃のバハムート VIRGIN SOUL（魔族族長）
- コンビニカレシ（三年生）
- アホガール（悪役、男A、ライダー、不良）
- バチカン奇跡調査官（オリオラ、観客）
- 十二大戦（A国高官）
- 牙狼〈GARO〉-VANISHING LINE-（失踪者の友人）
- 魔法使いの嫁（2017年 - 2023年、村人、サージェント家追手） - 2シリーズ

2018年
- 恋は雨上がりのように（山本、駅員、男性客、場内アナウンス、男子生徒）
- 銀魂.（忍A）
- ラーメン大好き小泉さん（男子B）
- バジリスク 〜桜花忍法帖〜（色衰逸馬）
- ポプテピピック（ナレーション、鈴木一郎）
- 鬼灯の冷徹（面接22番）
- 実験品家族 -クリーチャーズ・ファミリー・デイズ-（男性客）
- Lostorage conflated WIXOSS（カメラマン、ピザ屋、店員、店長、男性）
- PERSONA5 the Animation（バレー部員D）
- あまんちゅ!〜あどばんす〜（客）
- カードファイト!! ヴァンガード（2018年 - 2019年、生徒B、沈黙の騎士 ギャラティン、伊達男 ロマリオ、ドラゴンモンク ゴジョー、忍竜 マガツゲイル 他） - 2シリーズ
- プラネット・ウィズ（シリウス兵④、コメンテーター①）
- アンゴルモア 元寇合戦記（次郎、フンビシ側近、蒙古兵）
- レイトン ミステリー探偵社 〜カトリーのナゾトキファイル〜（チャド）
- 叛逆性ミリオンアーサー（モブアーサー、男D、鉱夫、男性）
- 俺が好きなのは妹だけど妹じゃない（男性客B）
- 狐狸之声（AD、キャスター）
- BANANA FISH（仲間）
- グラゼニ（会社員）

2019年
- ブギーポップは笑わない（手下、ピエロ、羽原健太郎）
- さらざんまい（マネージャー）
- FAIRY TAIL（兵士、魔道士）
- 真・中華一番!（2019年 - 2021年、副町長、観客、フー、胡ターレン、村の役人 他） - 2シリーズ
- PSYCHO-PASS サイコパス 3（ドローンマニア、司会者、来良煜元）
- ヴィンランド・サガ（アシェラッド傭兵団員、狙撃手）

2020年
- 痛いのは嫌なので防御力に極振りしたいと思います。（水晶トカゲ）
- 虚構推理（2020年 - 2023年、ななし、記者、山崎隼人） - 2シリーズ
- ゾゾゾ ゾンビーくん（ズール、イル・ボルケーノ・ガッソ、トラックの運転手、会社員A、ゾンビハンター・ジョー 他）
- あひるの空（新城部員、西条部員）
- LISTENERS リスナーズ（銀河宮殿ファミリーA）
- アラド:逆転の輪（心臓破滅者ヒカルド）
- NOBLESSE -ノブレス-（軍人6、チンピラ、騎士）
- 呪術廻戦（2020年 - 2023年、プロード、競艇場アナウンス、改造人間、一般人、疱瘡神〈疱瘡婆〉 他） - 2シリーズ
- ギャルと恐竜（お笑い芸人D、ニュースタイトルコール）
- 体操ザムライ（ニュースキャスター）

2021年
- はたらく細胞BLACK（赤血球）
- ゾンビランドサガ リベンジ（メタルファン）
- SSSS.DYNAZENON（数学教師）
- EDENS ZERO（2021年 - 2023年、ジェシー、バクー） - 2シリーズ
- Sonny Boy（だいや、エース）
- 白い砂のアクアトープ（くくる父、招待客）
- 遊☆戯☆王SEVENS（部長）
- 進化の実〜知らないうちに勝ち組人生〜（2021年 - 2023年、破壊男、ベル・ジゼル、子分A、子分） - 2シリーズ
- takt op.Destiny（作業員）
- 海賊王女（水兵B）
- 境界戦機（アラハバキ隊員）

2022年
- マジカパーティ（ドラブリッジ）
- トライブナイン（四兄弟、般若面）
- 賢者の弟子を名乗る賢者（スレイマン）
- プリンセスコネクト!Re:Dive Season 2（男B、強盗B）
- 幻想三國誌 -天元霊心記-（商人）
- ハコヅメ〜交番女子の逆襲〜（警察官）
- 平家物語（兵1）
- 群青のファンファーレ（職員）
- SPY×FAMILY（2022年 - 2023年、グエン、保安局員） - 2シリーズ
- 薔薇王の葬列（貴族B）
- メイドインアビス 烈日の黄金郷（エンベリーツ）
- 転生賢者の異世界ライフ 〜第二の職業を得て、世界最強になりました〜（門番B）
- 永久少年 Eternal Boys（2022年 - 2023年、黒服、監督、司会）
- 夫婦以上、恋人未満。（ナンパ男A）
- アイドリッシュセブン Third BEAT!（2022年 - 2023年、スタッフB）

2023年
- 老後に備えて異世界で8万枚の金貨を貯めます（ウルフファング隊長）
- 不滅のあなたへ（臣下）
- 真・進化の実〜知らないうちに勝ち組人生〜（破壊男）
- スキップとローファー（成瀬、松本）
- るろうに剣心 -明治剣客浪漫譚- (2023)（2023年 - 2025年、警官、民権壮士、隊士、私兵、梟爪衆 他） - 2シリーズ
- アンデッドガール・マーダーファルス（オウム）
- 鴨乃橋ロンの禁断推理（2023年 - 2024年、警官、男、刑事、鑑識、万場 他） - 2シリーズ
- ブルバスター（ナイロン）
- 川越ボーイズ・シング（生徒、野次馬）
- ポーション頼みで生き延びます!（近衛兵）
- ダークギャザリング（伊藤、警官B）
- 七つの大罪 黙示録の四騎士（客）

2024年
- 薬屋のひとりごと（野次馬）
- メタリックルージュ（バーテン、傭兵1、治安部隊2）
- 月が導く異世界道中 第二幕（ウーディ・バイラ）
- 葬送のフリーレン（シャルフ）
- 異世界でもふもふなでなでするためにがんばってます。（村長）
- 異修羅（メイジ市兵）
- ダンジョン飯（死体回収屋B）
- 真の仲間じゃないと勇者のパーティーを追い出されたので、辺境でスローライフすることにしました2nd（村人①）
- シンカリオン チェンジ ザ ワールド（2024年 - 2025年、津川アガノ、他クラス男子A）
- ヴァンパイア男子寮（キャッチの人）
- 魔王の俺が奴隷エルフを嫁にしたんだが、どう愛でればいい?（野盗頭、亡霊ウォルフォレ）
- オーイ!とんぼ（叔父）
- 終末トレインどこへいく?（ヘビメタゾンビ、ゾンビ）
- 忘却バッテリー（帝徳高校野球部、氷河高校野球部監督）
- 僕のヒーローアカデミア（タジマ）
- リンカイ!（ピエール）
- 怪異と乙女と神隠し（数学教師）
- 先輩はおとこのこ（体育教師、蒼井裕司）
- ばいばい、アース（2024年 - 2025年、町人、トゥディ、剣士） - 2シリーズ
- 株式会社マジルミエ（店員A、営業マン）
- 魔王様、リトライ!R（武官長）
- ありふれた職業で世界最強 season 3（貴族）
- 青のミブロ（2024年 - 2025年、広沢）
- やり直し令嬢は竜帝陛下を攻略中（教官）
- 星降る王国のニナ（兵士3）

2025年
- アラフォー男の異世界通販（ニャケロ）
- チ。-地球の運動について-（騎士団）
- どうせ、恋してしまうんだ。
- 誰ソ彼ホテル（警察）
- わたしの幸せな結婚
- 機動戦士Gundam GQuuuuuuX（コワル、オペレーター） - 2025年に劇場先行版が公開
- 中禅寺先生物怪講義録 先生が謎を解いてしまうから。（ジョナサン・クロード）
- クラシック★スターズ（教師）
- 陰陽廻天 Re:バース（半グレ、警報、怨人）
- ネクロノミ子のコズミックホラーショウ（改造シュゴス、助手、助手インスマス）
- ホテル・インヒューマンズ（宮田）

### 劇場アニメ
- 詩季織々「小さなファッションショー」（2018年、若社長）
- すずめの戸締まり（2022年）
- しん次元! クレヨンしんちゃん THE MOVIE 超能力大決戦 〜とべとべ手巻き寿司〜（2023年）
- 劇場版ハイキュー!! ゴミ捨て場の決戦（2024年、応援団）
- 映画 先輩はおとこのこ あめのち晴れ（2025年、蒼井裕司[30]）

### Webアニメ
- ナンバカ（2017年、男）
- 衛宮さんちの今日のごはん（2018年、店員）
- ケンガンアシュラ（2019年、観客B）
- 攻殻機動隊 SAC_2045（2020年、ブリーフ男、警備員、SP）
- 爆丸アーマードアライアンス（2020年、ペペ）
- LUPIN ZERO（2022年、不良B）
- 終末のワルキューレII（2023年、ブラフマー、コナン・ドイル）

### ゲーム
2016年
- VIIDOG CODE-ヴィドッグ・コード-（安芸虎徹）

2017年
- 白猫プロジェクト（マサル、見ザル、言わザル、聞かザル）
- 魔女と百騎兵2（∟WR兵 他）
- 蝶々事件ラブソディック
- CARAVAN STORIES（ヴァーミッド、ザッハ）

2018年
- D×2 真・女神転生 リベレーション
- 真紅の焔 真田忍法帳
- プリンセスコネクト！Re:Dive（2018年 - 2019年、貴族、男性、王宮騎士）
- JUDGE EYES:死神の遺言（虎牙松久）

2019年
- SAMURAI SPIRITS（首斬り破沙羅） - DLC追加キャラクター

2020年
- 龍が如く7 光と闇の行方
- オランピアソワレ（叉梗）
- モンスターストライク（2020年 - 2024年、アドリン、疱瘡神、シアネジャマ）

2023年
- アーマード・コアVI ファイアーズオブルビコン
- タワーオブスカイ（ガーシヤ）

2024年
- 龍が如く8

2025年
- 龍が如く8外伝 Pirates in Hawaii

### ドラマCD
2016年
- バンドやろうぜ BLAST/Dreamer（野球部員）
- バンドやろうぜ FairyApril/Storm flight（スタッフC）
- バンドやろうぜ Cure2 tron/メガメガトロン（クラスメイトA）

### デジタルコミック
- 浪川&岡本 ボイコミ ラボ
  - 遊星から君へ（2022年）[37]
  - FLEAGHT-フリート-（2022年）[38]
  - ギュゲスのふたり（2023年）
- きみはマシェリ（2022年、吉岡）[39]
- 発情ネオンサイン（2023年、セフレ6、安芸）[40]

### オーディオブック
- 謎解きはディナーのあとで[41]

### 吹き替え

#### 映画
- 愛と青春の旅だち ※VOD版
- アガサ・クリスティー ねじれた家（チャールズ・ヘイワード〈マックス・アイアンズ〉[42]）
- 悪魔はいつもそこに（セオドア〈ポーキー・ラファージ〉）
- アサシネーション・ネーション
- エルサレム（ドライバー）
- クリムゾン（セス）
- 権力に告ぐ（パク捜査官[43]）
- 極秘捜査（サンギ）
- ザ・コンクエスト シベリア大戦記（イヴァン・デマーリン〈イリヤ・マラニン〉[44]）
- サンダーボルツ*[45]
- ジェイ&サイレント・ボブ 帝国への逆襲（警備員ゴードン）※Netflix版
- 新感染半島 ファイナル・ステージ（リポーター〈ピアス・コンラン〉[46]）
- シング・フォー・ミー、ライル[47]
- スケアリーストーリーズ 怖い本（オギー〈ガブリエル・ラッシュ〉[48]）
- 素敵なサプライズ ブリュッセルの奇妙な代理店（モシン）
- 西部戦線異状なし（アルベルト・クロップ〈アーロン・ヒルマー〉）※Netflix版[49]
- ツイスターズ[50]
- DEMON デーモン（マードック〈ロックリン・マンロー〉）
- DAZED AND CONFUSED バッド・チューニング（ケヴィン・ピックフォード[51]）
- ディープブルー・ライジング（サミー）
- 21ブリッジ（ホーク）
- トゥモロー・ウォー（イケンバ〈チィビュイケム・ウチェ〉[52]）
- ドクター・ドリトル（郵便配達人[53]）
- ナイトライド 時間は嗤う（スカラー〈キアラン・フリン〉[54]）
- パーマー[55]
- バルカン・クライシス（ブク〈ミロシュ・ヴィコヴィッチ〉）
- パワーレンジャー（コルト・ウォレス[56]）
- ブルータル・ジャスティス（ヘンリージョンズ[57]）
- マッドドライヴ（ダニー、顧客1、メンバー1、ティム）
- ラスト・ウィッチ・ハンター（エリック）※BD版[58]
- リスタート・アース（ヤンハオ〈ミッキー・ホー〉[59]）
- レジェンド 狂気の美学
- ワイルド・スピード（レオン〈ジョニー・ストロング〉[60]）

#### ドラマ
- 梨泰院クラス（トニー[61]）
- FBI:インターナショナル（アンドレ・レインズ〈カーター・レッドウッド〉[62]）
- エレメンタリー4 ホームズ&ワトソン in NY #20（キース・エリオット）
- カウンターパート/暗躍する分身
- ザ・ボーイズ（ディープ〈チェイス・クロフォード〉）
- JUSTIFIED 俺の正義（ジミー）※DVD版
- スタートアップ: 夢の扉（サンス[63]）
- ベルリン ER（キアン）
- MR. ROBOT/ミスター・ロボット2（レオン）

#### アニメ
- 龍族 -The Blazing Dawn-（2024年、ホームレス）
- 百妖譜（2024年、村人、村の男）

### 映画
- シン・仮面ライダー（2023年）

### その他コンテンツ
- ゴルゴ13×外務省 安全対策マニュアル（2018年、外務大臣秘書官、ニュースキャスター、司会者、誘拐犯B[64]）

### シリーズ一覧
1. ↑  第3期『NEW GENERATION』（2017年）、第5期『LIMIT BREAK』（2022年）
2. ↑  SEASON1（2017年）、SEASON2第2クール（2023年）
3. ↑  中・高校生編（2018年 - 2019年）、続・高校生編（2019年）
4. ↑  第1期（2019年）、第2期（2021年）
5. ↑  Season1（2020年）、Season2（2023年）
6. ↑  第1期（2020年）、第2期『懐玉・玉折/渋谷事変』（2023年）
7. ↑  第1期（2021年）、第2期（2023年）
8. ↑  第1期（2021年）、第2期『真・進化の実～知らないうちに勝ち組人生～』（2023年）
9. ↑  Season 1:第1クール（2022年）Season 2（2023年）
10. ↑  第1期『序幕東京』（2023年）、第2期『京都動乱』（2025年）
11. ↑  1st Season（2023年）、2nd Season（2024年）
12. ↑  第1シーズン（2024年）、第2シーズン（2025年）